# Ohvida
Ohvida is een geslacht van spinnen uit de  familie van de Ctenidae (kamspinnen).

## Soorten
- Ohvida andros Polotow & Brescovit, 2009
- Ohvida bimini Polotow & Brescovit, 2009
- Ohvida brevitarsus (Bryant, 1940)
- Ohvida coxana (Bryant, 1940)
- Ohvida fulvorufa (Franganillo, 1930)
- Ohvida isolata (Bryant, 1940)
- Ohvida turquino Polotow & Brescovit, 2009
- Ohvida vernalis (Bryant, 1940)